# Tânia Maria

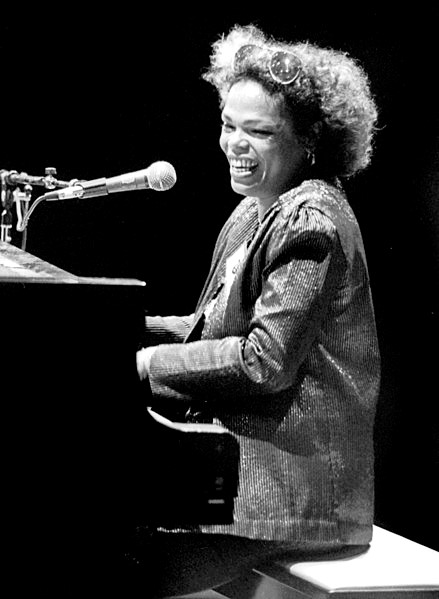
Tania Maria, 1981

Tânia Maria Correa Reis (ur. 9 maja 1948 w São Luís) – brazylijska wokalistka i  pianistka jazzowa, kompozytorka, aranżerka oraz bandliderka.

## Życiorys
Urodziła się w muzykalnej rodzinie. Mając siedem lat zaczęła grać na fortepianie. W wieku trzynastu lat została liderką grupy zawodowych muzyków, sformowanej przez jej ojca – gitarzysty i wokalisty amatora – z zawodu metalowca. Zdobyła z nią pierwsze miejsce w lokalnym konkursie muzycznym i rozpoczęła występy w miejscowych klubach i rozgłośni radiowej. Jej cztery siostry również obdarzone talentem, tak jak ona zajęły się zawodowo muzyką. Przez sześć lat kształciła się w grze na fortepianie. Ojciec zawsze zachęcał ją do tego, żeby mogła z nim grać w cotygodniowych jam sessions. To właśnie wtedy poznała rytmy i melodie samby, jazzu, tradycyjnej muzyki brazylijskiej oraz popu. Od tamtej pory już nigdy nie zagrała w zespole prowadzonym przez innego lidera niż ona. Natomiast inspirowała się takimi artystami, jak Nat „King” Cole, Oscar Peterson, Bill Evans i Sarah Vaughan, oraz Brazylijczycy: Antônio  Carlos Jobim i Milton Nascimento.
Przez dwa lata studiowała prawo, ale przerwała naukę, wcześnie wyszła za mąż i urodziła dzieci. Nie chciała jednak zrywać z muzyką i okazjonalnie występowała. Na przełomie lat 60. i 70. nagrała swoje pierwsze płyty. W 1974 wyjechała do Paryża i rozpoczęła międzynarodową karierę, koncertując w wielu krajach Europy. Dotarła również do Australii. Jej koncert, prezentujący nadzwyczajną precyzję wykonania oraz wielką swobodę ducha, zrobił duże wrażenie na Charliem Byrdzie, amerykańskim luminarzu gitary jazzowej. Byrd, który sam grał muzykę brazylijską, zarekomendował ją Carlowi Jeffersonowi, właścicielowi wytwórni Concord Jazz.
W 1983 przeniosła się do Nowego Jorku. W tym samym roku Concord Jazz wydała jej płytę Come with Me, która przyniosła jej pierwszy, międzynarodowy sukces komercyjny. Pochodzący z niej utwór tytułowy nadal cieszy się popularnością w klubach obu Ameryk, Europy i Azji. Następne, nie mniej udane, albumy też były adresowane głównie do publiczności międzynarodowej. Później, niemal co roku nagrywała przynajmniej jedną płytę, nie przestając koncertować. Często gościła na znanych festiwalach jazzowych:  Monterey Jazz Festival (1981, 1983 i 1989), Saratoga Jazz Festival, JVC Jazz Fest (1991), Montreux Jazz Festival, New Orleans Jazz & Heritage Festival, Puerto Rico Heineken Jazzfest (2001), Malta Jazz Festival (2003), Novosadski Jazz Festival (2004) oraz Jazz Middelheim w Antwerpii (2007). Wielokrotnie występowała na dorocznym North Sea Jazz Festival w Holandii. W 2009 zagrała w Polsce w warszawskiej Filharmonii Narodowej. Mieszka z rodziną w Paryżu, ale regularnie bywa w Stanach Zjednoczonych.

## Wybrana dyskografia
- 1963 Tania Maria e seu conjunto – Para dançar – Vol. 2 (Columbia)
- 1966 Apresentamos (Continental Records)
- 1971 Olha Quem Chega (Odeon)
- 1975
  - Via Brasil – Tania Maria with Boto and Helio (Barclay)
  - Via Brasil – Vol. 2 – Tania Maria with Boto and Helio (Barclay)
- 1978 Brazil with My Soul (Barclay)
- 1979
  - Tania Maria – Niels-Henning Ørsted Pedersen – Tania Maria in Copenhagen 1979 (Warner Muisic Denmark) lub (Stunt Records, 2005, 2 CD, kompilacja)
  - Tania Maria – Live (Accord)
- 1983 Come with Me (Concord Jazz)
- 1984 Love Explosion (Concord Jazz)
- 1985
  - Made in New York (Manhattan Records)
  - Tania Maria – The Real Tania Maria: Wild! (Concord Jazz Picante)
- 1988 Forbidden Colors (Capitol)
- 1990 Bela Vista (World Pacific Records)
- 1993
  - Outrageous (Concord Picante)
  - The Best of Tania Maria (World Pacific Records)
  - Tania Maria’s Nouvelle Vague – Alive & Cooking (West Wind Latina)
- 1995 No Comment (TKM Records)
- 1996 Bluesilian (TKM Records)
- 1997 Europe (Pee Wee Music)
- 1998 Tania Maria – The Concord Jazz Heritage Series (Concord Jazz)
- 1999 Viva Brazil (New Note)
- 2002
  - Viva Maria (Concord Picante)
  - Tania Maria and the Viva Brazil Quartet – Live at the Blue Note (Concord Picante)
- 2003 Outrageously Wild (Concord Jazz)
- 2005 Intimidade (Blue Note)
- 2011 Tempo (Naïve)
- 2012 Canto (Naïve)

Zestawienie wg dat wydania płyt